# Adriana Hölszky
 (janvier 2024).
Si vous disposez d'ouvrages ou d'articles de référence ou si vous connaissez des sites web de qualité traitant du thème abordé ici, merci de compléter l'article en donnant les références utiles à sa vérifiabilité et en les liant à la section « Notes et références ».
Adriana Hölszky, née à Bucarest le 30 juin 1953, est une compositrice, pianiste et professeur allemande d'origine roumaine.

## Biographie
Adriana Hölszky étudie la composition à l'École supérieure de musique de Bucarest avec Stefan Niculescu, et travaille le piano au Conservatoire avec Olga Roşca-Berdan. Installée en Allemagne en 1976, elle poursuit ses études de composition à l’École Supérieure de musique de Stuttgart avec Miklo Kelemen et Erhard Karkoshka, et la musique de chambre avec Günter Louegk.
Parallèlement à ses études, elle joue en tant que pianiste avec le Trio Lipatti, avec sa sœur jumelle Monika Hölszky-Wiedemann, qui deviendra violoniste au Radio Sinfonieorchester  de Stuttgart, et le violoncelliste Hertha rose Herseni.
En 1977 et 1978, elle participe à l'Académie d'été du Mozarteum International, et entre 1978 et 1984, elle fréquente régulièrement les cours d'été de Darmstadt. En 1980, elle a obtenu un poste d'enseignant à l'Université de Musique et des Arts de Stuttgart, et en 1983, une subvention de la Fondation des arts du Bade-Wurtemberg. En 1987, elle a reçu une bourse du Ministère de la Culture de Basse-Saxe. Elle a participé à des séminaires de composition à Tokyo et Kyoto en 1992, et à l'Ircam à Paris. Elle a par ailleurs travaillé avec Franco Donatoni à l’Accademia Chigiana de Sienne. Sa popularité internationale croissante s'affirme avec trois concerts donnés à Athènes, Thessalonique et Boston en 1993. Entre 1997 et 2000, Adriana Hölszky a été professeur de composition à l'Université de Musique et de Théâtre de Rostock, et depuis 2000, elle est professeur de composition au Mozarteum de Salzbourg. Depuis 2002, elle est membre de l'Académie des arts de Berlin.
Adriana Hölszky compose de la musique pour instrument seul, pour ensemble (principalement de percussions), pour orchestre, ainsi que des pièces vocales.
En 2024, elle est lauréate du Prix Robert-Schumann pour la poésie et la musique.

## Récompenses
Adriana Hölszky a reçu de nombreux prix, dont :
- Prix du Concours international de musique de chambre de Florence (1978)
- Premier prix du concours de composition Valentino Bucchi (Rome, 1979)
- Prix du Concours international de musique de chambre à Colmar France (1980)
- Prix Gaudeamus de composition, Bilthoven, Pays-Bas (1981)
- Prix Max Deutsch, Paris (1982)
- Prix de composition de la Fondation culturelle est-allemande (1982)
- Prix Johann Wenzel Stamitz (1985)
- Premier Prix Concours Ensemblia Composition, Mönchengladbach (1985)
- Prix de la Ville de Stuttgart (1988)
- Premier Prix GEDOK Concours international de composition (1989)
- Prix Artist Award Heidelberg et Mayence Prix Schneider-Schott Music (1990)
- Prix de Rome de la Villa Massimo (1991)
- Prix Bach de la Ville libre et hanséatique de Hambourg (2003)
- Prix de la Fondation Christoph Stephan Kaske (2011)
- Deutscher Musikautorenpreis (de) dans la catégorie Komposition Orchester (2015)
- Louis Spohr Musikpreis Braunschweig (de) (2019)
- Prix Robert-Schumann pour la poésie et la musique (2024)[1]

## Œuvres principales
(février 2021).
- Klaviersonate, 1975
- Streichquartett, 1975
- Constellation für Orchester, 1975–76
- Monolog für Frauenstimme und Pauken, 1977
- …es kamen schwarze Vögel für 5 Frauenstimmen und Schlagzeug, 1978
- Il était un homme rouge für 12 Stimmen, 1978
- Kommentar für Lauren für Sopran, 8 Bläser und Pauken, 1978
- Space für 4 Orchestergruppen, 1979–80
- Omnion für Tonband, 1980
- Questions I für Sopran, Bariton, Violine, Violoncello und Klavier, 1980
- Questions II für Sopran, Bariton, Violine, Violoncello, Piccoloflöte, Gitarre und Klavier, 1981
- Flux-re-Flux für Altsaxophon, 1981–83
- Innere Welten I für Streichtrio, 1981
- Innere Welten II für Streichquartett, 1981–82
- Arkaden für 2 Flöten und Streichquartett, 1982
- Intarsien I für Flöte, Violine und Klavier, 1982
- Decorum für Cembalo, 1982–83
- Intarsien II für Flöte, Violine, Cembalo und Klavier, 1982–83
- Intarsien III für Flöte, Violine, 2 Klaviere, 1982–83
- Controversia für 2 Flöten, 2 Oboen und Violine, 1983
- Erewhon für 14 Instrumente, 1984
- Klangwerfer für 12 Streicher, 1984–85
- New Erewhon für Ensemble, 1984–85/90
- Requisiten für 9 Instrumente, 1985
- …und wieder Dunkel I für Pauken und Klavier, 1985/90
- …und wieder Dunkel II für Pauken und Orgel, 1986
- Immer schweigender für vier Chöre, 1986
- Hörfenster für Franz Liszt für Klavier, 1986–87
- Bremer Freiheit. Singwerk auf ein Frauenleben, Oper 1987, Libretto: Thomas Körner (nach dem gleichnamigen Stück von Rainer Werner Fassbinder). UA 4. Juni 1988 München (1. Münchener Biennale; Gasteig, Carl Orff-Saal; Regie: Christian Kohlmann; Bühne und Kostüme: Birgit Angele; Ensemble Avance; Dirigent: András Hamary)
- Fragmente aus ‘Bremer Freiheit’ für Akkordeon, Cymbalon und Pauken, 1988
- Hängebrücken – Streichquartett ’an Schubert’, zwei Streichquartette, die simultan als Oktett gespielt werden können, 1989–90
- Jagt die Wölfe zurück für 6 Pauken, 1989–90
- Karawane – Reflexion über den Wanderklang für 12 Pauken, 1989–90
- Flöten des Lichts, ‘Flächenspiel’ für Frauenstimme, 5 Bläser und andere Instrumente ad lib., 1989–90
- Message (E. Ionesco), für Mezzosopran, Bariton, Sprecher und Elektronik, 1990
- Lichtflug für Violine, Flöte und Orchester, 1990
- Segmente I (für sieben Klangzentren) für Piccoloflöte, Euphonium, Kontrabass, Klavier, Cymbalom, Akkordeon und Schlagzeug, 1991–92
- Segmente II für Klavier und Schlagzeug, 1992
- Segmente III für Oboe, Kontrabass und Akkordeon, 1992
- Miserere für Akkordeon, 1992
- Klangwaben 1 für Violine, 1993
- WeltenEnden für 4 Blechbläser, 1993
- A due – Wellenstudie für 2 Klarinetten, 1993
- Gemälde eines Erschlagenen (J.M.R. Lenz) für 72-stimmigen Chor, 1993
- An die Nacht für Orchester, 1994/2001
- Die Wände, Oper 1993–95. Libretto: Thomas Körner (nach dem Stück Les Paravents von Jean Genet). UA 20. Mai 1995 Wien (Theater an der Wien; Regie: Hans Neuenfels; Dirigent: Ulf Schirmer)
- Cargo für Orchester, 1995
- Arena für Orchester, 1995
- Qui audit me für Altflöte, Viola, Gitarre und Sprecher (ad lib.), 1996
- Tragoedia – der unsichtbare Raum Musiktheater (ohne Stimmen) für Ensemble, Tonband und Live-Elektronik, 1996–97. Libretto: Thomas Körner. UA 1997 Bonn (Kunst- und Ausstellungshalle der Bundesrepublik Deutschland)
- Wolke und Mond für Akkordeon und Violoncello, 1996/2006
- Avance Impulsions mécaniques für Klarinette, Euphonium, Violoncello und Klavier, 1997
- Und ich sah wie ein gläsernes Meer, mit Feuer gemischt… für Orgel, 1997
- Der Aufstieg der Titanic. OpeRatte Musiktheater, 1997. Auftragswerk des Steirischen Herbst. UA 26. September 1997 Graz (Musikalische Leitung und Regie: Dietburg Spohr)
- Spin 2 für Violine und Keyboard, 1998
- High Way für Akkordeon und 19 Instrumente, 1998–99
- Klaviatur der Mythen für 6 Schlagzeuger, Streichorchester, 1999
- Giuseppe e Sylvia, Oper, 1999–2000. Libretto: Hans Neuenfels. UA 17. November 2000 Stuttgart (Staatsoper; Regie: Hans Neuenfels; Bühnenbild: Reinhard von der Thannen; Dirigent: Johannes Kalitzke)
- High Way für Akkordeon und Ensemble, 1999/2003
- on the other side für 3 Solisten und Orchester, 2000
- High Way for One für Akkordeon, 2000
- Traumlied für Schlagzeug, 2000
- Maske und Farbe für Bariton (Mezzosopran) und Klavier, 2000, Text: Michael Krüger
- Umsphinxt… Ein Rätsel für Raubvögel, Text nach Friedrich Nietzsches 'Die Wüste wächst' für 48stg Chor, 2000–01, Text: Friedrich Nietzsche
- On the other side für Klarinette, Mundharmonika, Akkordeon und Orchester, 2000–03
- Der gute Gott von Manhattan, Oper, 2004. Libretto: Yona Kim (nach dem Hörspiel von Ingeborg Bachmann). UA 19. Mai 2004 Schwetzingen (Rokokotheater; Radio-Sinfonieorchester Stuttgart, Dirigent: Alexander Winterson)
- Lemuren und Gespenster für Sopran, Flöte, Klarinette, Violine, Violoncello und Klavier, 2004–05
- like a bird Hommage à György Kurtág für Violine, 2006
- Flugmanöver für 2 Klarinetten und Orchester, 2006
- Dämonen für Chor und Orchester, 2006
- Snowbirds (like a bird II) Hommage à György Kurtág für Violine und Klavier, 2006
- Projektion – Hommage à Erich Hauser für Trompete solo, 2007, UA 24. Juni 2007, Rottweil
- Countdown für Countertenor und Orchester, 2007. Text: Ver du Bois
- Gitter für Fagott, 2008, UA München ARD-Musikwettbewerb
- Hybris/Niobe – Drama für Stimmen für 6 Solisten und 32stg Chor, 2008. Libretto: Yona Kim. UA 25. April 2008 Schwetzingen
- Efeu und Lichtfeld für Violine und Orgel, 2008, UA 14. Oktober 2008, Salzburg
- Die Hunde des Orion für 8 Stimmen, 2010, UA: Witten, 24. April 2010
- Formicarium für 36-stimmigen Chor, 2010, UA: München, 9. Juli 2010
- Innere Welten III für Bassettklarinette und Streichquartett 1981/2014, UA: Mannheim, 4. Oktober 2014
- Piktors Verwandlungen für zwei Akkordeonisten, 2014, UA: Bad Wildbad, 18. Juli 2014
- La Dame à la Licorne, Nr. 1 für Violine, 2014, UA: Bad Wildbad, 18. Juli 2014
- DEEP FIELD. Zehn KLANGbelichtungen einer METAmorphose – Ballett, 2013, UA: Düsseldorf, 23. Mai 2014
- Böse Geister – Oper, 2013/2014, Libretto Yoga Kim (d'après le roman Les Démons de Fiodor Dostoïevski dans la traduction de Swetlana Geier), UA: Mannheim, 31. Mai 2014
- Figaros Arie – Fragmente für Koto und Akkordeon, 2016, UA: Mannheim, 16. Juli 2016
- EXODUS für 12 Percussionisten, 2015/2016, UA: Karlsruhe, 16. April 2016
- grenzWELTENzeitENDEN, 2016, WDR (Paul Hübner)
- Roses of Shadow – Ballett, Klangchoreographie für Sopran und 8 Instrumentalisten, 2016/2017, UA: Düsseldorf, 16. Dezember 2017
- APEIRON, Konzert für Violine und Streichorchester 2017/2018, UA: Stuttgart, „Sommer in Stuttgart“, 22. Juli 2018

## Œuvres enregistrées
- Message, Five vocal works, par l'ensemble Exvoco; ed. CPO 999 290-2